# Ричмънд (окръг, Северна Каролина)
Вижте пояснителната страница за други значения на Ричмънд.
Окръг Ричмънд (на английски: Richmond County) е окръг в щата Северна Каролина, Съединени американски щати. Площта му е 1243 km², а населението – 44 939 души (2016). Административен център е град Рокингам.